# Harwich
Harwich è una cittadina di 15 500 abitanti della contea dell'Essex, in Inghilterra. Affacciata sulle coste del Mare del Nord, è uno storico scalo portuale.

## Geografia fisica
Harwich è situata sulle coste del Mare del Nord, presso il largo estuario formato dai fiumi Stour ed Orwell. Situata a 32,5 km ad est di Colchester, forma un'unica conurbazione con la vicina cittadina di Dovercourt.

## Origini del nome
Il nome della città significa "insediamento militare", dall'inglese antico here-wic.

## Storia
La città ha ricevuto il suo statuto nel 1238, anche se ci sono prove di un insediamento precedente - ad esempio, una registrazione di una cappella nel 1177 e alcune indicazioni di una possibile presenza romana.
Il 24 marzo 1339, durante la guerra dei Cent'anni, la città fu oggetto di una fallita incursione da parte delle forze francesi guidate da Antonio Doria. A causa della sua importanza strategica, il governo inglese, a partire dal XV secolo, fece fortificare la cittadina portuale.
Nel 1652 il governo repubblicano inglese aprì i cantieri navali di Harwich per la costruzione di navi da guerra. Con la restaurazione monarchica nel 1660 il cantiere venne ceduto ai privati, tuttavia, dopo soli quattro anni, rientrò sotto il controllo della Corona. Il periodo d'attività più importante dei cantieri fu durante la seconda guerra anglo-olandese. Già durante la terza guerra anglo-olandese il principale cantiere per la Royal Navy fu quello di Sheerness. Sul finire del XVII secolo i cantieri entrarono definitivamente in crisi e nel 1713 furono ceduti dal governo britannico ad alcuni privati.
Per la sua posizione strategica, Harwich fu l'obiettivo primario dell'invasione della Gran Bretagna da parte di Guglielmo d'Orange l'11 novembre 1688. Tuttavia, i venti sfavorevoli costrinsero la sua flotta a navigare nel Canale della Manica e a sbarcare a Torbay. A causa del coinvolgimento della famiglia Schomberg nell'invasione, Charles Louis Schomberg fu nominato Marchese di Harwich.
Durante la battaglia d'Inghilterra, nella seconda guerra mondiale, Harwich fu un obiettivo dei bombardieri del Corpo Aereo Italiano.
Tra il 1924 ed il 1987 fu attivo un servizio di traghetti tra Harwich ed il porto belga di Zeebrugge.

## Infrastrutture e trasporti

### Ferrovie
Harwich è servita da una stazione ferroviaria capolinea della Mayflower line.